# Коце Димов
Костадин (Коце) Димов Николов е български революционер, деец на Вътрешната македоно-одринска революционна организация и Вътрешната македонска революционна организация.

## Биография
Роден е в 1873 година в радовишкото село Конче, тогава в Османската империя. В 1903 година се установява в в Кюстендил, Свободна България. След една година се връща и става ръководител на конечкия революционен комитет. Работи с войводите Стоян Мишев и Димитър Недков. След изпаряването на Хуриета и започналото преследване на революционерите от режима на младотурците, в 1909 година отново бяга в Кюстендил. Връща се в 1911 година и се движи нелегален заедно с войводата Христо Симеонов в Радовишка околия до Балканската война от есента на 1912 година. По-късно е македоно-одрински опълченец в четата на Тодор Александров.
В 1915 година взима участие във Валандовската акция и бомбардирането на моста на Демир Капия. Димов е старши на четата.
След като родният му край е върнат на Сърбия в 1918 година, Димов се установява в Петрич и се присъединява към възстановената ВМРО. От 1921 година е с чета в Радовишка околия. Действа с войводата Христо Симеонов до 1927 година и участва в няколко сражения в Конческата планина.
На 5 март 1943 година, като жител на Конче, подава молба за българска народна пенсия. Молбата е одобрена и пенсията е отпусната от Министерския съвет на Царство България.